# Tynanthus
Tynanthus
Genre
Classification phylogénétique
Tynanthus est un genre de plantes à fleurs de la famille des Bignoniacées qui comprend plus de 311 espèces.

## Quelques espèces
- Tynanthus panurensis